# Matthias Höpfner (Bobfahrer)

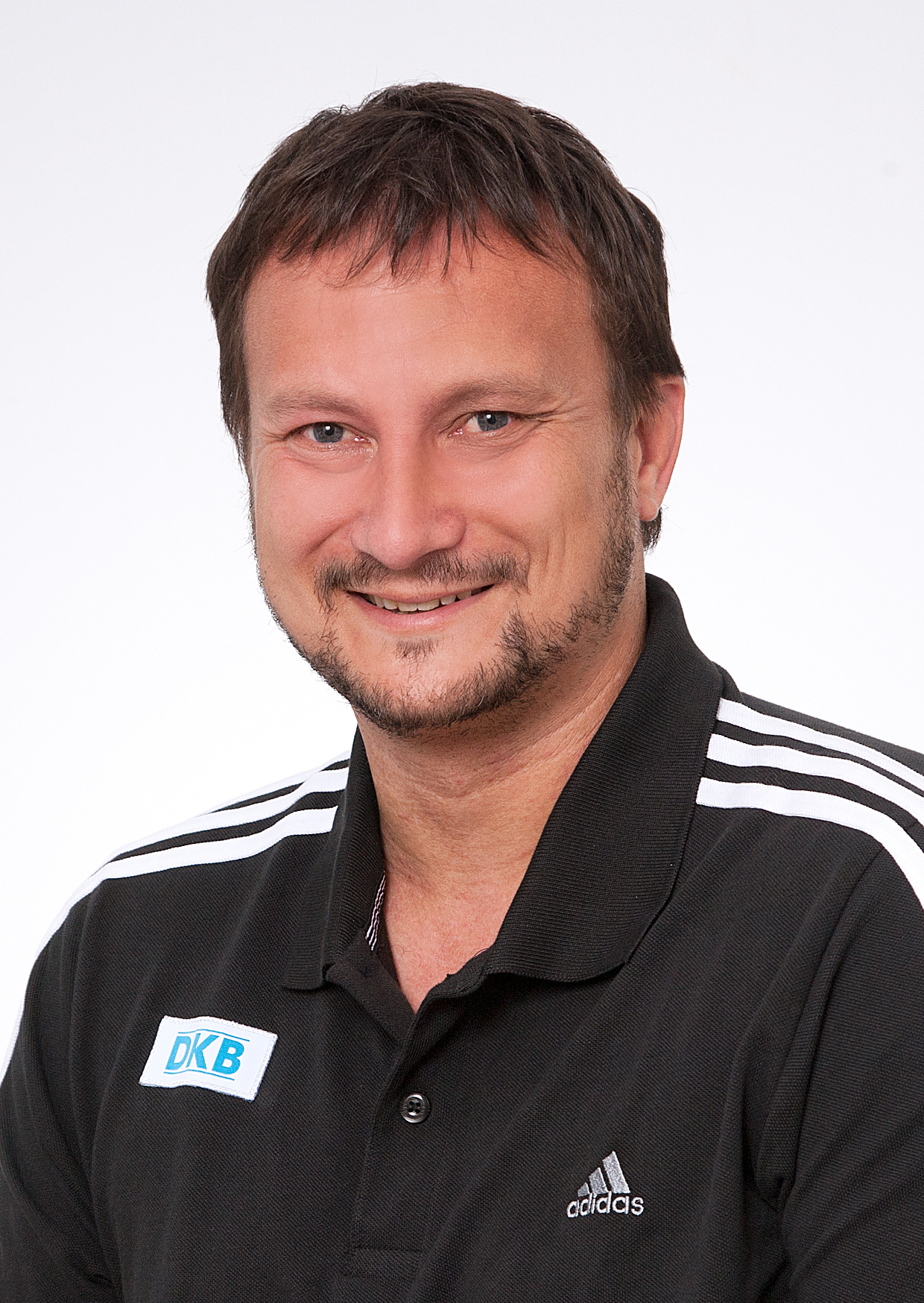
Matthias Höpfner (2012)

Matthias Höpfner (* 30. Dezember 1975 in Erfurt) ist ein ehemaliger deutscher Bobfahrer. Seine Position war Pilot.

## Karriere
Höpfners Bobkarriere begann im Jahr 1994, als er mit einem Rodelschlitten schwer stützte und danach mit diesem Sport abschloss. Er spezialisierte sich fortan auf den Bobsport. Im Jahre 2002 wurde er zweifacher Juniorenweltmeister. Ein Jahr später gewann er bereits die deutsche Meisterschaft im Zweier- und Vierer-Bob. Sein Heimatverein war der SC Oberbärenburg, später startete er für den BSC Winterberg. 
Im Dezember 2008 zog sich Höpfner einen Achillessehnenanriss zu und musste die Saison vorzeitig beenden. Im August 2010 gab er wegen fortgesetzter Probleme am rechten Bein seinen Rücktritt vom Bobsport bekannt.
Der größte Erfolg gelang Höpfner bei der Weltmeisterschaft 2008 in Altenberg. Dort startete er im Vierer und gewann die Bronzemedaille.

## Erfolge
Weltmeisterschaften
- 1999 – Juniorenweltmeisterschaften 2. Platz 2-er / 2. Platz 4-er
- 2000 – Juniorenweltmeisterschaften 3. Platz 2-er / 3. Platz 4-er
- 2001 – Juniorenweltmeisterschaften 3. Platz 2-er / 3. Platz 4-er
- 2002 – Juniorenweltmeisterschaften 1. Platz 2-er / 1. Platz 4-er
- 2003 – 8. Platz 4-er
- 2004 – 4. Platz 4-er / 5. Platz 2-er
- 2005 – 7. Platz 4-er
- 2008 – 1. Platz Team / 4. Platz 2-er / 3. Platz 4-er

Gesamtweltcup
- 2004 – 3. Platz 4-er
- 2005 – 4. Platz 4-er

Europameisterschaften
- 2003 – 7. Platz 4-er
- 2005 – 3. Platz 4-er / 4. Platz 2-er

Deutsche Meisterschaften
- 2001 – 3. Platz 2-er
- 2003 – 1. Platz 2-er / 1. Platz 4-er
- 2004 – 2. Platz 2-er / 2. Platz 4-er
- 2005 – 2. Platz 4-er
- 2006 – 1. Platz 2-er / 2. Platz 4-er
- 2010 – 1. Platz 2-er